# 穗花泽泻属
穗花泽泻属（学名：Wiesneria）是泽泻科的一个属。这种植物通常生活在红土高原上的天然临时水池中。穗花泽泻最早在印度马哈拉施特拉邦南部被描述。它们在所占地区分布广泛，且没有常见用途，因此它们被认为是无危物种。
该属的拉丁学名Wiesneria是为了纪念生理学家朱利叶斯·维斯纳（Julius Wiesner）。

## 下属物种
截至2015年5月，该属有3个物种：
- Wiesneria filifolia Hook.f. - 从乌干达至博茨瓦纳外加马达加斯加
- Wiesneria schweinfurthii Hook.f. - 从塞内加尔至埃塞俄比亚和博茨瓦纳南部
- 穗花泽泻 Wiesneria triandra (Dalzell) Micheli in A.L.P.P.de Candolle & A.C.P.de Candolle - 印度南部